# 日 (星官)
作为星官的日，属于二十八宿中的房宿，位于现代星座的天秤座。清代的星表《仪象考成》，日新增了一颗星。《丹元子步天歌》有描述“房下一星号为日，从官两个日下出”。

## 所含恒星[2]
| 中國星名 | 現代星名 | 所屬星座 |
| -------- | -------- | -------- |
| 日       | κ Lib    | 天秤座   |
| 日增一   | 41 Lib   | 天秤座   |